# Klingnauer Beobachtungsturm
Der Vogelbeobachtungsturm am Klingnauer Stausee ist ein Aussichtsturm in der Gemeinde Böttstein im Kanton Aargau.

## Situation
Der im Jahre 2003 erbaute Turm ist eine Holzkonstruktion. Die 50 Treppenstufen führen zur Aussichtsplattform im 10 Meter Höhe mit diversen Informationstafeln der einheimischen Vogelwelt.
In ca. 5 Minuten führen Wanderwege von Kleindöttinger Industriequartier zum Aussichtsturm.
Vom Turm aus bietet sich eine schöne Sicht über den Klingnauer Stausee.

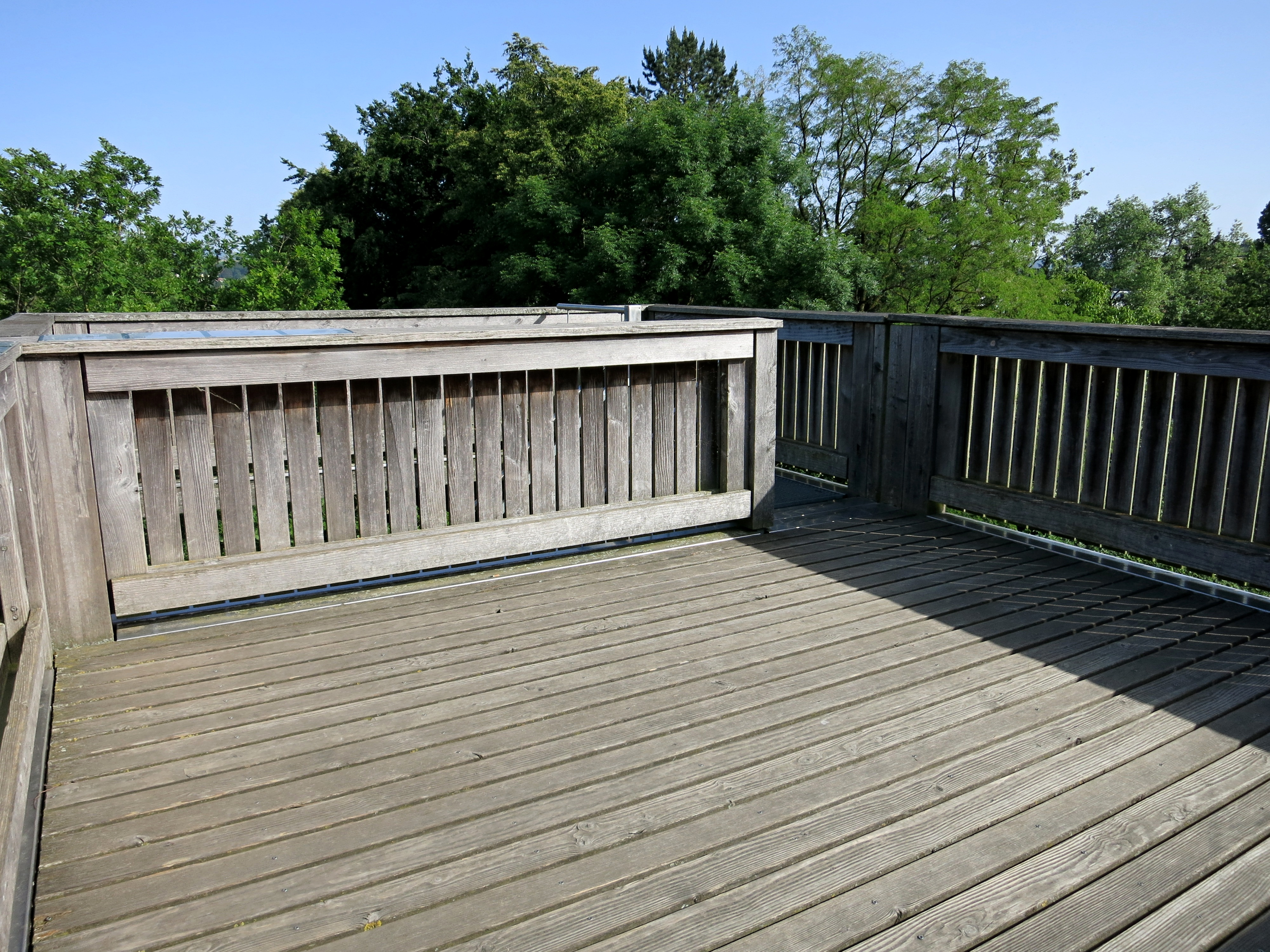
Aussichtsplattform
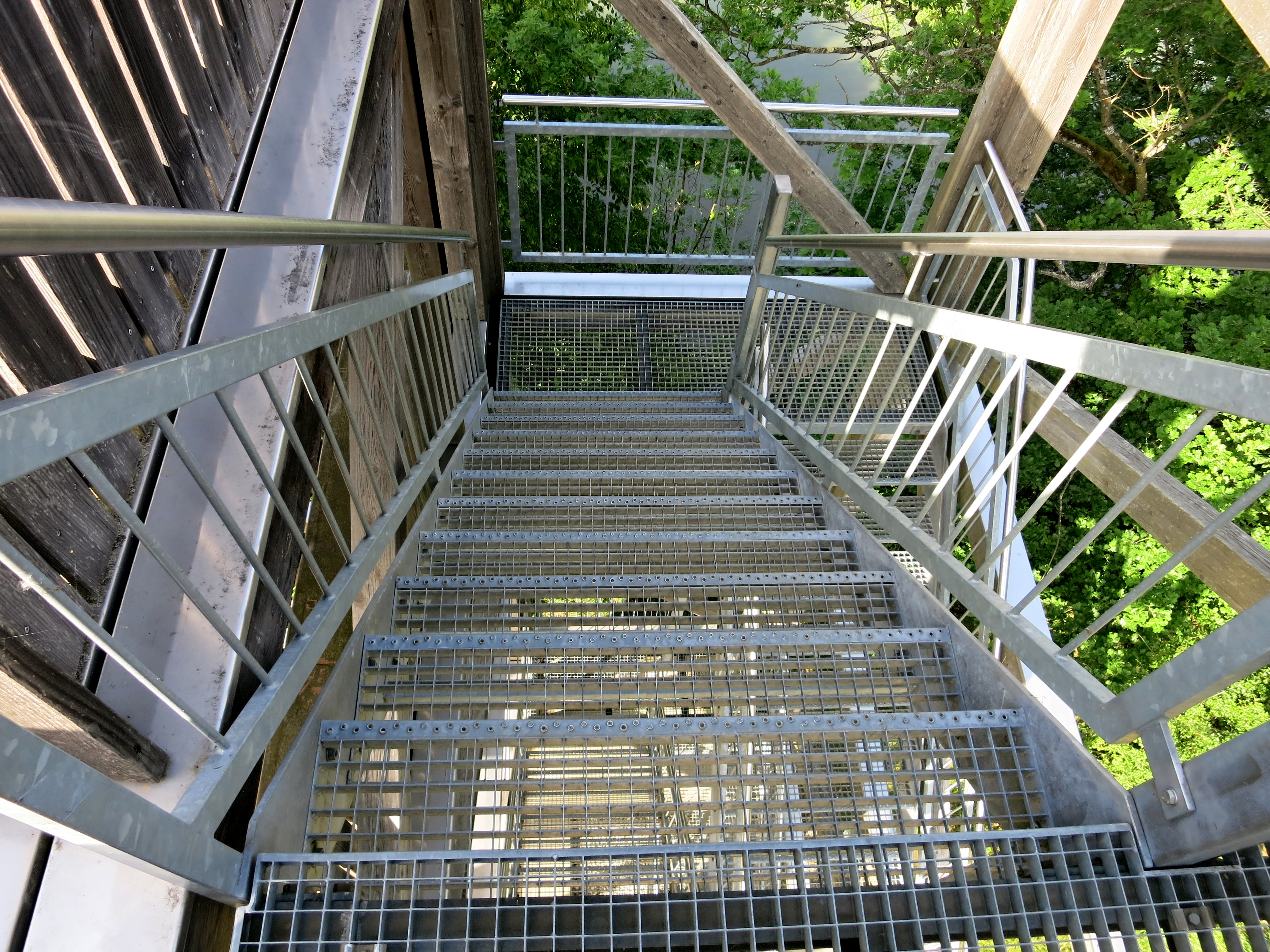
Treppe